# An Old Actor
An Old Actor è un cortometraggio muto del 1913 scritto e diretto da Colin Campbell. Prodotto dalla Selig Polyscope Company, aveva come interpreti Frank Clark, Al W. Filson, Bessie Eyton, Henry W. Otto, Tom Santschi, William Hutchinson.

## Produzione
Il film fu prodotto dalla Selig Polyscope Company.

## Distribuzione
Distribuito dalla General Film Company, il film - un cortometraggio di una bobina - uscì nelle sale cinematografiche statunitensi il 5 maggio 1913.